# Colubotelson campestris
Colubotelson campestris är en kräftdjursart som beskrevs av Nicholls 1944. Colubotelson campestris ingår i släktet Colubotelson och familjen Phreatoicidae. Inga underarter finns listade i Catalogue of Life.